# باشگاه فوتبال اسلایگو راورز
باشگاه فوتبال اسلایگو روورز (به ایرلندی: Sligo Rovers Football Club) باشگاهی در شهر اسلایگو، ایرلند است.
این باشگاه در سال ۱۹۲۸ میلادی تأسیس شده‌است.

## افتخارات
- لیگ ایرلند: ۳
  - قهرمان: ۱۹۳۶–۳۷، ۱۹۷۶–۷۷، ۲۰۱۲
    - نایب قهرمان: ۱۹۳۸–۳۹، ۱۹۵۰–۵۱، ۲۰۱۱
- لیگ دسته اول فوتبال ایرلند: ۲
  - قهرمان: ۱۹۹۳–۹۴، ۲۰۰۵
    - نایب قهرمان: ۱۹۸۵–۸۶، ۱۹۸۹–۹۰
- جام حذفی فوتبال ایرلند: ۵
  - قهرمان: ۱۹۸۳، ۱۹۹۴، ۲۰۱۰، ۲۰۱۱ ۲۰۱۳
    - نایب قهرمان: ۱۹۳۹، ۱۹۴۰، ۱۹۷۰، ۱۹۷۸، ۱۹۸۱، ۲۰۰۹
- لیگ کاپ ایرلند: ۲
  - قهرمان: ۱۹۹۸، ۲۰۱۰
    - نایب قهرمان: ۱۹۷۶، ۱۹۷۷، ۱۹۹۶